# Antonio Maria Portalupi

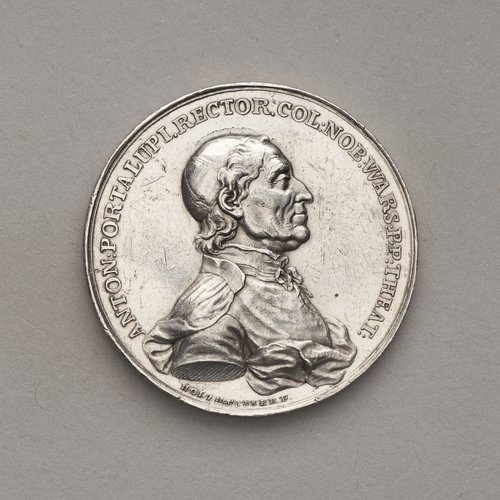
Medallion von Jan Filip Holzhaeusser, 1774

Antonio Maria Portalupi (* 1713; † 1791) war ein polnischer Theatiner italienischer Abstammung sowie Schriftsteller und Philosoph der Aufklärung. Er war Lehrer und Beichtvater des polnisch-litauischen Königs Stanislaus II. August Poniatowski.

## Leben
Portalupi kam 1740 als Dozent am Theatinerkolleg nach Warschau. Er war ein Anhänger der philosophischen Ansichten des Frühaufklärers Christian Wolff. 1764 wählte der frisch gewählte König Stanislaus II. August Poniatowski Portalupi zu seinem Beichtvater. Portalupi war ein häufiger Gast bei den Donnerstagmittagessen, die der König ab 1770 im Warschauer Königsschloss und im Palais auf dem Wasser im Łazienki-Park als Literarischer Salon veranstaltete.